# Famille d'Espinay (Bretagne)
Pour les articles homonymes, voir Famille d'Epinay, Maison d'Espinay Saint-Luc et Épinay.
La famille d'Espinay en Bretagne (à ne pas confondre avec la famille d'Espinay-Saint-Luc en Normandie) était une ancienne famille de la noblesse bretonne, d'extraction chevaleresque qui s'éteignit en 1764,,.
Elle a produit des grands maîtres et plusieurs grands chambellans du duc de Bretagne, et a donné à l'Église un cardinal archevêque de Bordeaux, six évêques, plusieurs abbés et abbesses, etc.

## Origines
Cette famille tire son nom de la terre d'Espinay située à Acigné près de Rennes où dès le XIe siècle elle possédait un château qui fut ruiné au XIVe siècle par les guerres. Après la destruction de ce château, un de ses membres Simon d'Espinay († vers 1438) vint s'établir  au château de la Rivière sur la terre de Champeaux près de Vitré. À partir de cette époque, la seigneurie de la Rivière en Champeaux prit le nom de la Rivière d'Espinay puis simplement Espinay.
Augustin du Paz  dans son Histoire généalogique de plusieurs maisons illustres de Bretagne (1609) mentionne quatre frères de cette famille partis avec les barons bretons rejoindre Guillaume le Conquérant à la conquête de l'Angleterre, et qui prirent part à la bataille d'Hastings en 1066 où deux moururent. Le troisième s'établit en Flandre et serait, selon du Paz, à l'origine des comtes et princes d'Épinoy; quant au dernier, il rentra en Bretagne gratifié de nouvelles terres et seigneuries et c'est de lui que serait issue la famille d'Espinay.
La filiation suivie de cette famille remonte à Péan d'Espinay, chevalier, vivant à la fin du XIIe siècle et qui fut père d’Alain d'Espinay, chevalier croisé en 1239 et 1248, grand-père de Galerand d'Espinay, allié en 1308 à Alix de Champagne,.

## XVesiècle
Richard d'Espinay de la Rivière, chambellan de François II, duc de Bretagne, fils de Robert II d'Espinay et de Marguerite de la Courbe ; frère aîné de Jacques d'Espinay (1423-1482), évêque de St-Malo et de Rennes, acquéreur de la baronnie de Segré en 1461. Il épousa en 1433, 1° Béatrix de Montauban (sœur de l'amiral Jean ; fille de Guillaume et de Bonne Visconti de Parme, elle-même fille de Carlo, sgr. de Parme, et petite-fille de Barnabé) : Postérité ; 2° Marie de Goyon-Matignon, sans postérité. Il eut neuf enfants du premier mariage :
- 1° Guy qui suit ;
- 2° André, archevêque de Bordeaux en 1479 et archevêque de Lyon, primat des Gaules en 1488, cardinal en 1489 (+1500) ;
- 3° Jean, évêque de Mirepoix puis évêque de Nantes puis évêque de Léon ;
- 4° Robert, évêque de Lescar, puis évêque de Nantes ;
- 5° Jean, dit le Jeune, évêque de Valence et abbé d'Aiguevive ;
- 6° Jacques (vers 1445/1450-vers 1520/1521), seigneur d'Ussé et de Segré, chambellan de Louis XI, maître d'Hôtel de Marguerite d'Autriche (alors la femme-enfant de Charles VIII), marié 2° à Jeanne de Cour(r)audon/Cour(r)andon dame de Moncontour, dame d'honneur de Marguerite d'Autriche puis d'Anne de Bretagne : d'où Anne d'Espinay qui épouse François de La Que(u)ille et enfante Anne de La Queille († 1579), femme de Jean/John Stuart, 6e sire d'Aubigny († 1567), et mère d'Esmé Stuart, comte puis duc de Lennox ;
- 7° Françoise, abbesse de Saint-Georges de Rennes ;
- 8° Renée ;
- 9° Jeanne, femme de Jean de Châteaubriant, seigneur de Beaufort.

Guy Ier d'Espinay de la Rivière (+1501). Il avait épousé Isabeau de Goyon de Matignon, fille de Jean de Goyon et Marguerite de Mauny de Torigni, et sœur de la seconde épouse de son père. Ils n'eurent qu'un fils, Henri, qui suit :
Henri d'Espinay, sire de la Rivière et de la Marche (en Trédias ?) (+1506), chambellan du roi Louis XII. Il est l'auteur de la réunion du duché de Bretagne à la couronne de France. il eut pour femme Catherine d'Estouteville, sœur de Jacques et grand-tante de la duchesse Adrienne, fille de Michel d'Estouteville et Marie de La Roche-Guyon d'Acquigny : Postérité, dont Guy II, père de Guy III ci-dessous.

## Branches
Guy III d'Espinay, chevalier, échanson de la reine Anne (mort en 1551), épousa Louise de Goulaine et en eut plusieurs fils dont trois — Jean, Louis et Antoine — furent les auteurs des trois branches qui suivent.

### Branche aînée: comtes de Durtal, barons de Mathéfelon et marquis d'Espinay
Cette branche a pour auteur Jean II d'Espinay († en 1591), chambellan du roi Henri Il, chevalier de l'Ordre du roi. Il devint comte de Durtal et baron de Mathéfelon par son mariage avec sa cousine éloignée Marguerite de Scépeaux de Vieilleville (fille du maréchal François ; lui-même fils de Marguerite de La Jaille-St-Michel, dame de Durtal et Matheflon, et de René de Scépeaux ; ce dernier était fils de François de Scépeaux et de Marguerite d'Estouteville, la sœur aînée de Catherine ci-dessus). Il obtint, par lettres patentes d'octobre 1575, l'érection en marquisat de sa seigneurie d'Espinay. Sa descendance s'éteignit avec ses petits-enfants : - Charles, marquis d'Espinay († dès 1607), marié en 1605 à Marguerite de Rohan-Guéménée ; et - Françoise d'Espinay, mariée en 1598 au maréchal Henri de Schomberg, comte de Nanteuil. La famille des ducs de La Rochefoucauld (cf. François VII) recueillit par héritage le marquisat d'Espinay et le comté de Durtal-Matheflon.

### Branche de Vaucouleurs
Cette branche a pour auteur Louis d’Espinay (1533-1600), seigneur de Vaucouleurs que lui apporta sa femme Anne de Rosnyvinen de Guitté, dame de Vaucouleurs et d’Yvignac, lors de leur mariage le 23 avril 1570. Cette branche s'éteignit en 1764 avec Charles d'Espinay, marquis de Vaucouleurs, décédé à l'âge de 80 ans.

### Branche de Broons
Cette branche a pour auteur Antoine d’Espinay (+1591), seigneur de Broons, de Beaumont, baron du Molay et gouverneur de la ville de Dol, père de François d'Epinay (1568-1598 ; marié en 1594 à Sylvie de Rohan-Guéméné, avec Postérité). Elle s’est éteinte  en 1708 en ligne masculine avec Louis marquis d'Espinay de Broons, et dans la Maison de Lorraine-Elbeuf-Harcourt par sa fille Madeleine, mariée en 1689 à Henri II de Lorraine, comte de Brionne.

## Rattachement revendiqué
Sans qu'une filiation soit pourtant établie, la famille d'Épinay d'ancienne bourgeoisie parisienne, fixée au XVIIe siècle en Inde française puis à l'Ile Maurice, revendique une origine commune avec la famille éteinte d'Espinay,.

## Personnalités

### Ecclésiastiques
- André d'Espinay (1451-1500), cardinal, archevêque de Bordeaux, abbé de plusieurs monastères
- Charles d'Espinay (v.1531 - 1591), évêque de Dol abbé de l'abbaye Notre-Dame du Tronchet
- Jacques d'Espinay (1423-1482), évêque de Redon, puis de Rennes, puis de Saint-Malo
- Jean d'Espinay (mort en 1503), évêque de Mirepoix, puis Nantes, et Léon
- Jean d'Espinay, le jeune (mort en 1503), évêque de Valence dans la Drôme
- Robert d'Espinay (mort en 1493), évêque de Lescar, puis de Nantes

#### Abbesses et abbé
La famille d'Espinay a donné trois abbesses à l'abbaye Saint-Georges de Rennes :
- Françoise Ire d'Espinay, 1486-1520
- Perrette d'Espinay, 1521-1522
- Philippine II d'Espinay, 1572-1583

et un prévôt de l'abbaye Saint-Martin de Vertou
- Geoffroy d'Espinay (d'Espinais) en 1369-13??.

## Armes
D'argent au lion coupé de gueules et de sinople, armé, lampassé et couronné d'or.

## Titres
Jean d'Espinay († en 1591), auteur de la branche ainée obtint, par lettres patentes d'octobre 1575, l'érection en marquisat de sa seigneurie d'Espinay. Ce titre s'éteignit avec son petit-fils, Charles, marquis d'Espinay († dès 1607). Les branches cadettes de Vaucouleurs et de Broons portèrent des titres de courtoisie de marquis.

## Alliances
Les principales alliances de la famille sont les familles de Champagne, de Goulaine, de Scépeaux, de Lorraine, de Schomberg, de Rohan, de La Rochefoucauld, de Goyon-Matignon, de Rieux, de Châteaubriant, d'Estouteville.